# Livio Tamanini
Livio Tamanini (Pieve di Ledro, 25 febbraio 1907 – Rovereto, 4 aprile 1997) è stato un entomologo italiano.

## Biografia
Nacque a Pieve di Ledro in Trentino, all'epoca appartenente all'Impero Austro-Ungarico, da padre di Vigolo Vattaro (paese presso Trento) e da madre ladina, di San Cassiano in Val Badia. Nel 1915, all'inizio della guerra, la famiglia andò profuga a Rovereto, poi a Bolzano, Innsbruck e Tione, nelle Giudicarie.
Terminata la guerra, la famiglia si trasferì definitivamente a Rovereto, dove Tamanini frequentò le scuole medie e conseguì nel 1925 il diploma di computista commerciale, iniziando il lavoro di contabile presso un'azienda.
La permanenza a Rovereto, città ricca di tradizioni e attività culturali, gli permise di entrare in contatto, verso il 1920, con Bernardino Halbherr, noto entomologo roveretano, autore dei cataloghi «Elenco sistematico dei Coleotteri finora raccolti nella Valle Lagarina » (1885-1931) e «Gli Emitteri Eterotteri della Valle Lagarina» (1912). Furono proprio i coleotteri e, soprattutto gli eterotteri a segnare profondamente l'attività scientifica successiva di Tamanini. 
Nel 1921 conobbe anche Giovanni de Cobelli, direttore del Museo civico di Rovereto, notevole figura di insegnante e di studioso che, intuendo le ottime qualità del giovanissimo naturalista, gli facilitò la frequentazione del museo; iniziò così ad occuparsi del riordino delle collezioni e della biblioteca, che, causa la guerra, erano in completo disordine. 
Nel 1938,  pensando che la professione di insegnante gli avrebbe lasciato più tempo libero rispetto a quella di contabile, aveva conseguito da privatista il diploma magistrale, iniziando l'attività didattica nel circondario di Rovereto.
Fu richiamato sotto le armi con la Divisione Alpina Tridentina sul fronte francese, in Albania e in Montenegro, raggiungendo il grado di Capitano. Nel 1945, congedato, riprese l'insegnamento ad Aldeno e quindi a Rovereto, dove trascorse il resto della sua vita. Anche dopo la pensione, fu attivissimo come entomologo fin verso il 1987.
Nel 1993 fu colpito da una serie di infarti cerebrali e, dopo cinque anni di debilitante paralisi, terminò la sua intensa vita terrena il 4 aprile 1997; aveva da poco compiuto i 90 anni.

## La produzione scientifica
Tamanini raggiunse in Italia e all'estero, in oltre sessant'anni di lavoro, una posizione di notevole prestigio ed è da considerarsi, tra gli entomologi non “professionisti”, una delle figure di maggiore spicco e uno specialista indiscusso dei Rhynchota Heteroptera, le cosiddette "cimici".
La sua produzione comprende 172 lavori originali su alcuni gruppi di Coleoptera, di Heteroptera e di Homoptera Psylloidea.
Alcuni sono di notevole mole e sintesi, corredati da oltre duemila ottimi disegni originali, da lui stesso eseguiti alla camera lucida e poi tirati in china. Tra gli entomologi italiani è infatti ricordato anche per la sua produzione iconografica eccellente. 
Ai Coleotteri dedicò 20 pubblicazioni, relative a 7 famiglie. Il suo primo lavoro (1) risale al
1934, quando aveva 27 anni, e riguarda la descrizione della Bathysciola (Hartigia) baldensis ‘var.’ lagariniensis n. (entità attualmente ascritta al genere Boldoria, famiglia Cholevidae), interessante troglobio rinvenuto in una grotta presso Rovereto (il «Bus de la Padela»).
Dal 1929, infatti, partecipava all'attività del Gruppo Grotte SAT di Rovereto e che gli fruttarono molte interessanti scoperte.
Segue la revisione dell'interessante genere Aphaotus, nella quale descrisse il nuovo genere Halbherria, dedicandolo a Federico Halbherr, suo maestro in Entomologia, e la descrizione della Bathysciola (Salfia n. subgen.) ruffoi. 
Sempre tra i Coleotteri cavernicoli vanno menzionati anche gli accurati lavori sui Trechini troglobi del genere Orotrechus delle Prealpi Trentine e Venete, che costituiscono un «classico» della letteratura italiana sull'argomento.
Di importanza notevole risultano i contributi su Scaphidiini e Scaphisomini, taxa da lui per primo separati al rango di famiglie distinte e poi trattati per la fauna italiana in un'ottima monografia.
Degli Eterotteri, iniziò ad occuparsi fin dal 1930 anche se i primi lavori furono pubblicati solo nel 1946, dopo la guerra; a questi seguirono, ben 91 contributi, molti contengono descrizioni di specie nuove (in grandissima parte tuttora valide), o ridescrizioni di specie poco conosciute, o revisione di gruppi critici. Amplissimo fu l'apporto dato da Tamanini alla corologia degli Eterotteri italiani e alla loro zoogeografia.
Tra i lavori più importanti i contributi sugli Eterotteri del Pollino con trattazione di 242 specie, del Trentino, delle Isole Egadi, Eolie ed Ustica, con 201 specie, ma soprattutto le poderose rassegne sugli Eterotteri dell'Alto Adige, in cui tratta ben 582 specie, e della Basilicata e Calabria con l'esame di 630 specie.
In campo tassonomico, si occupò del difficile genere Velia, sul quale pubblicò ben 23 lavori, affermandosi come il più competente specialista mondiale per tutta la fauna paleartica occidentale, che sottopose a totale revisione. Sugli Eterotteri acquatici pubblicò nel 1979 nella serie «Guida per il riconoscimento delle specie animali delle acque interne italiane» del CNR, un'ottima monografia, bene illustrata, con la trattazione di tutti gli 80 taxa specifici e sottospecifici pertinenti alla fauna italiana.
Altra importante monografia (1958 e seguenti) fu quella dei Carpocoris mediterranei, grosse cimici delle piante la cui sistematica era rimasta per anni nel disordine più totale. Anche le più recenti ricerche sul DNA di questi insetti (Lupoli et al., 2012) hanno confermato la revisione tassonomica da lui proposta e basata sulla morfologia dei genitali maschili. 
L'apprezzamento, in campo internazionale, delle ricerche di Tamanini può essere dimostrato dal fatto che nella maggiore opera di sintesi tassonomica sugli Eterotteri europei del ‘900, le «Bestimmungstabellen der Wanzen» dello Stichel, a Tamanini fu affidata – grazie anche alla sua ottima conoscenza della lingua tedesca - la stesura delle parti relative ai generi Velia, Codophila, Carpocoris, Dolycoris e Eudolycoris.
In molti lavori vi sono anche riferimenti biologici, spesso assai interessanti, che dimostrano il suo acuto spirito di osservazione in natura ed in laboratorio come nel caso degli studi sul genere Aradus.
Nel 1989 le Memorie della Società Entomologica Italiana pubblicarono un grosso lavoro di sintesi intitolato: «Tabelle per la determinazione dei più comuni Eterotteri italiani»: vi sono trattate tutte le 37 famiglie del gruppo, 240 generi su circa 395 e circa 400 specie con circa 500 disegni. 
Sugli Omotteri Psilloidei, dal 1955 al 1977, pubblicò 6 note più altre 39 pubblicazioni, firmate congiuntamente con Cesare Conci, tutte illustrate con dovizia dall'abile mano di Tamanini sino alla pubblicazione con Conci e Carmelo Rapisarda del "Catalogo ragionato delle specie italiane" su questo importantissimo gruppo di insetti che interessa anche aspetti agronomici e forestali.

## Le collezioni e la biblioteca specialistica
La collezione di Coleotteri comprende circa 16.000 esemplari, soprattutto del Trentino. Quella di Eterotteri,  supera le 1.600 specie ed i 43.000 esemplari. Quella di Psille, ancora in corso di inventario, è praticamente l'unica sul gruppo esistente attualmente in un Museo italiano. Il valore di queste collezioni è aumentato per la presenza dei Tipi di molte decine di specie descritte. Tutte furono cedute, per espressa sua volontà, ad un prezzo simbolico, al Museo Civico di Rovereto, insieme ai relativi accurati schedari degli Eterotteri e degli
Psilloidei ed alla preziosa biblioteca specializzata.

## Incarichi pubblici
Poco dopo il suo collocamento in pensione, nel 1973, Tamanini fu nominato Direttore del Museo civico di Rovereto, incarico che ricoprì sino al 1983.  Fu anche Conservatore Onorario del Museo tridentino di scienze naturali in Trento e del Museo civico di storia naturale di Verona avendo partecipato a diverse campagne di ricerca sull'Appennino e in Sicilia, promosse da questo Museo, talora insieme ai colleghi Ruffo, Magistretti, Galvagni e Conci. Dell'Accademia Roveretana degli Agiati, onore culturale della città di Rovereto, fu Socio Ordinario, poi Bibliotecario, Segretario, Tesoriere ed infine Condirettore degli
«Atti». Per le sue alte benemerenze entomologiche, Tamanini ebbe l'onorifica carica di Consigliere (1958-1991) della Società Entomologica Italiana, di cui era Socio dal 1939. Nel 1977 fu eletto “Socio straordinario”
dell'Accademia Nazionale Italiana di Entomologia e per molto tempo fu l'unico Socio non professionista di questa prestigiosa assise, segno dell'altissima considerazione che anche l'Entomologia ufficiale aveva per le sue eccellenti capacità.